# KSpread
KSpread je open source tabulkový procesor z kancelářského balíku KOffice, které je integrováno s grafickým prostředím KDE.